# روس‌دوستی
ستایش روسیه و فرهنگ آن را روس‌دوستی می‌نامند و کسانی که چنین باوری دارند را روس‌دوست یا روسوفیل می‌نامند.

## روس‌دوستی در صربستان و مونته‌نگرو
در صربستان و مونته‌نگرو همانند دیگر کشورهای خاوری اروپا، پدیده روس‌دوستی با کیش ارتدکس، پان اسلاویسم و ترس از پان‌ژرمنیسم گره خورده‌است.

### روس‌دوستی در صربستان
صرب‌ها همیشه روسیه را متحد خود دانسته‌اند. در صربستان و مونته‌نگرو که مردم همانند بیشتر مردم روسیه غالباً معتقد به کلیسای ارتدکس شرقی هستند، به روس‌ها همیشه به عنوان برادر نگریسته می‌شود. حدود ۸۳ درصد صرب‌ها، روسیه را به عنوان نخستین متحد خود در عرصه جهانی می‌پندارند. در صربستان و مونته‌نگرو، یادمان‌های زیادی هست که به نوعی مرتبط با روسیه‌اند.

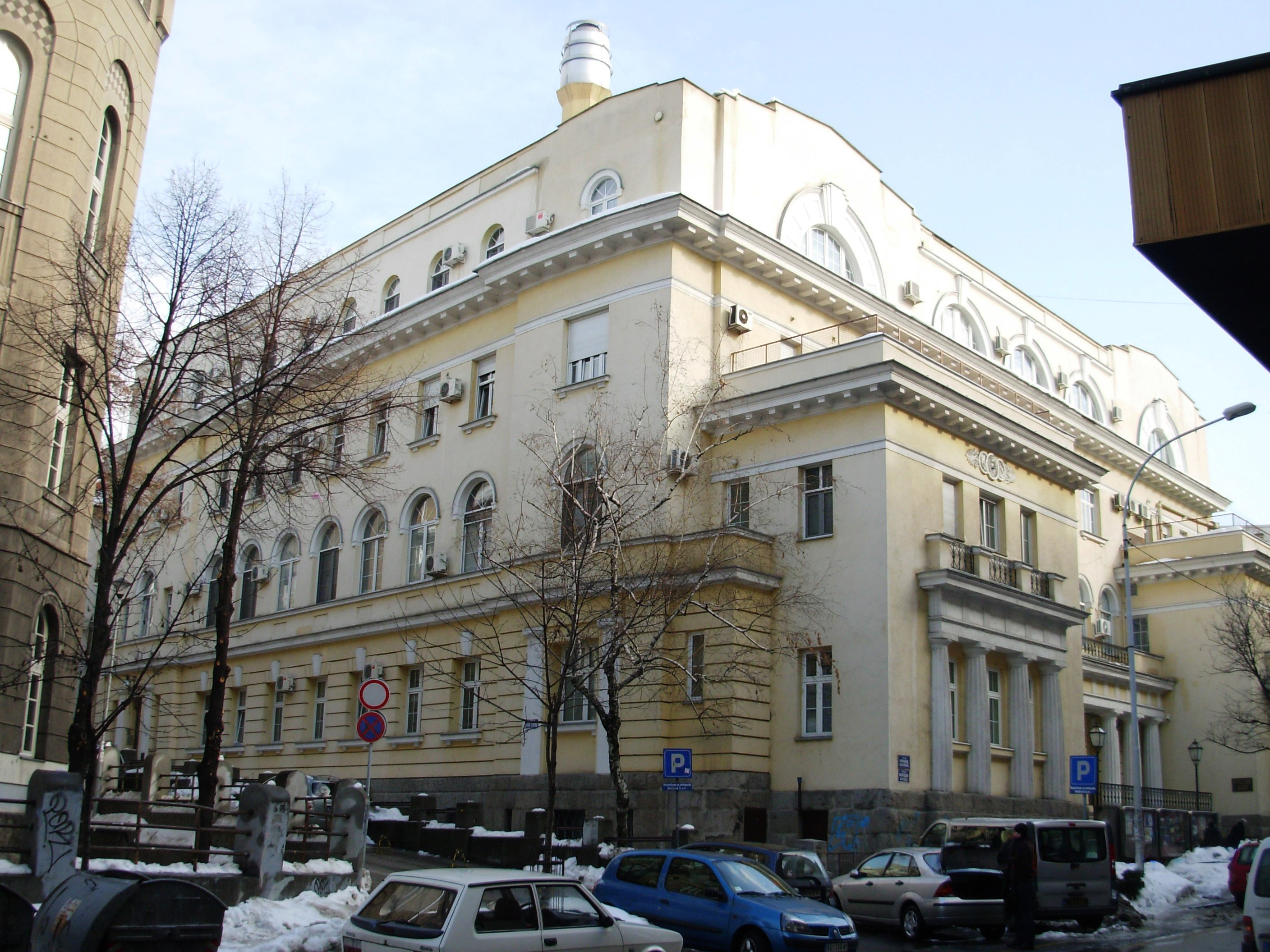
مرکز فرهنگی-علمی روسیه، بلگراد
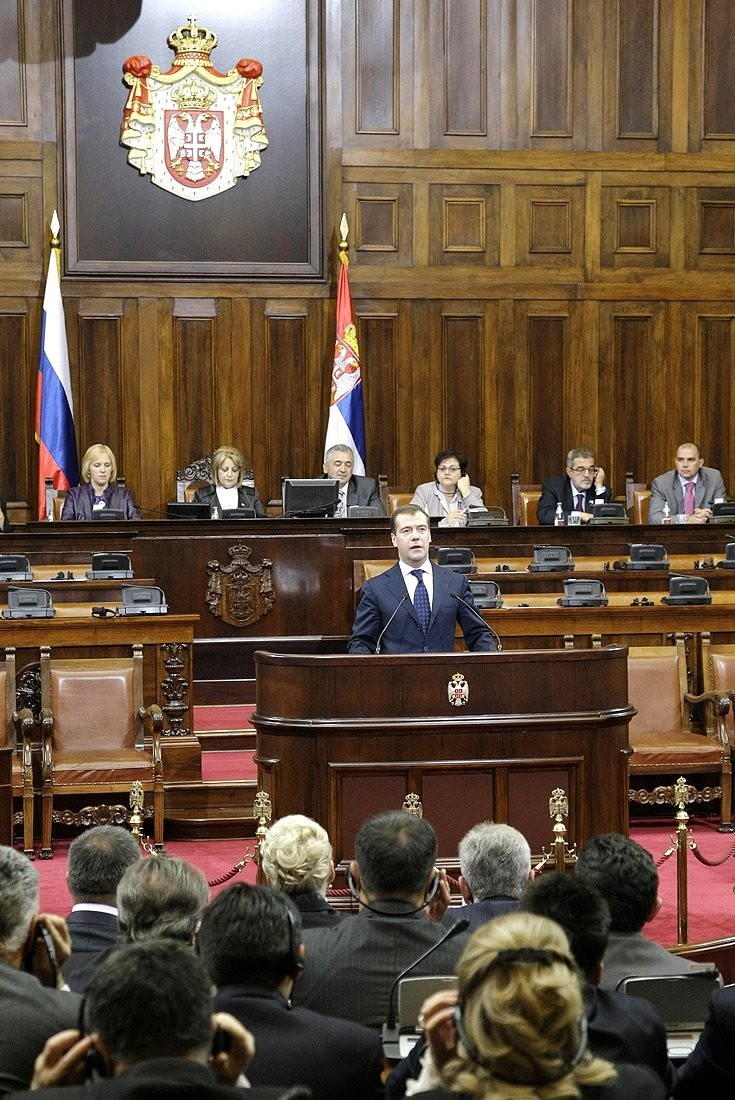
دمیتری مدودف در مجلس ملی صربستان
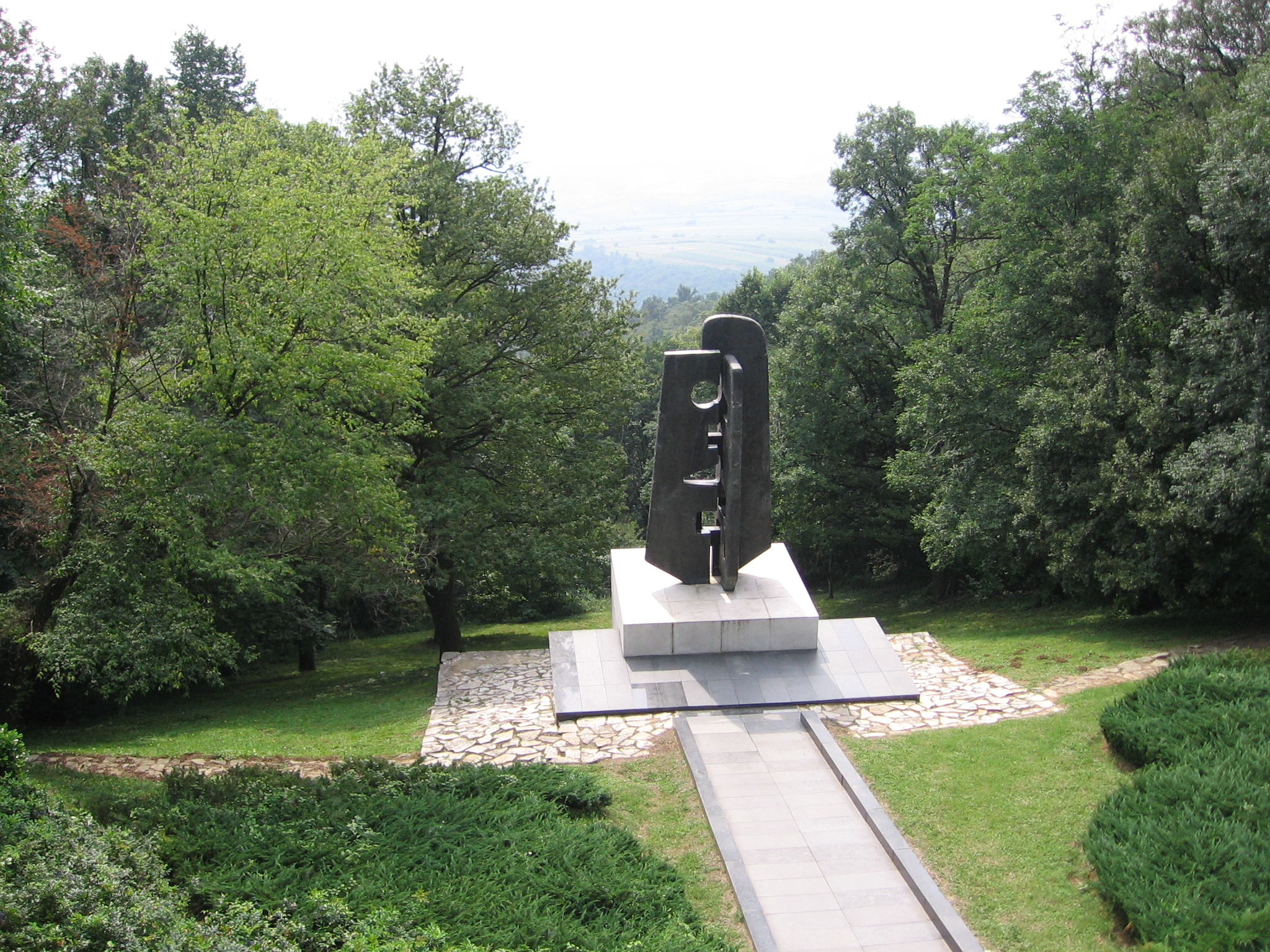
بنای یادبود رزمندگان آوالا
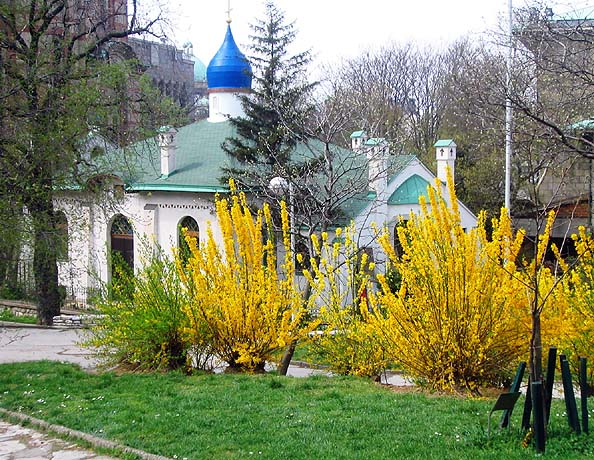
کلیسای ارتودوکس روسی در پارک تاشماجدان واقع در بلگراد
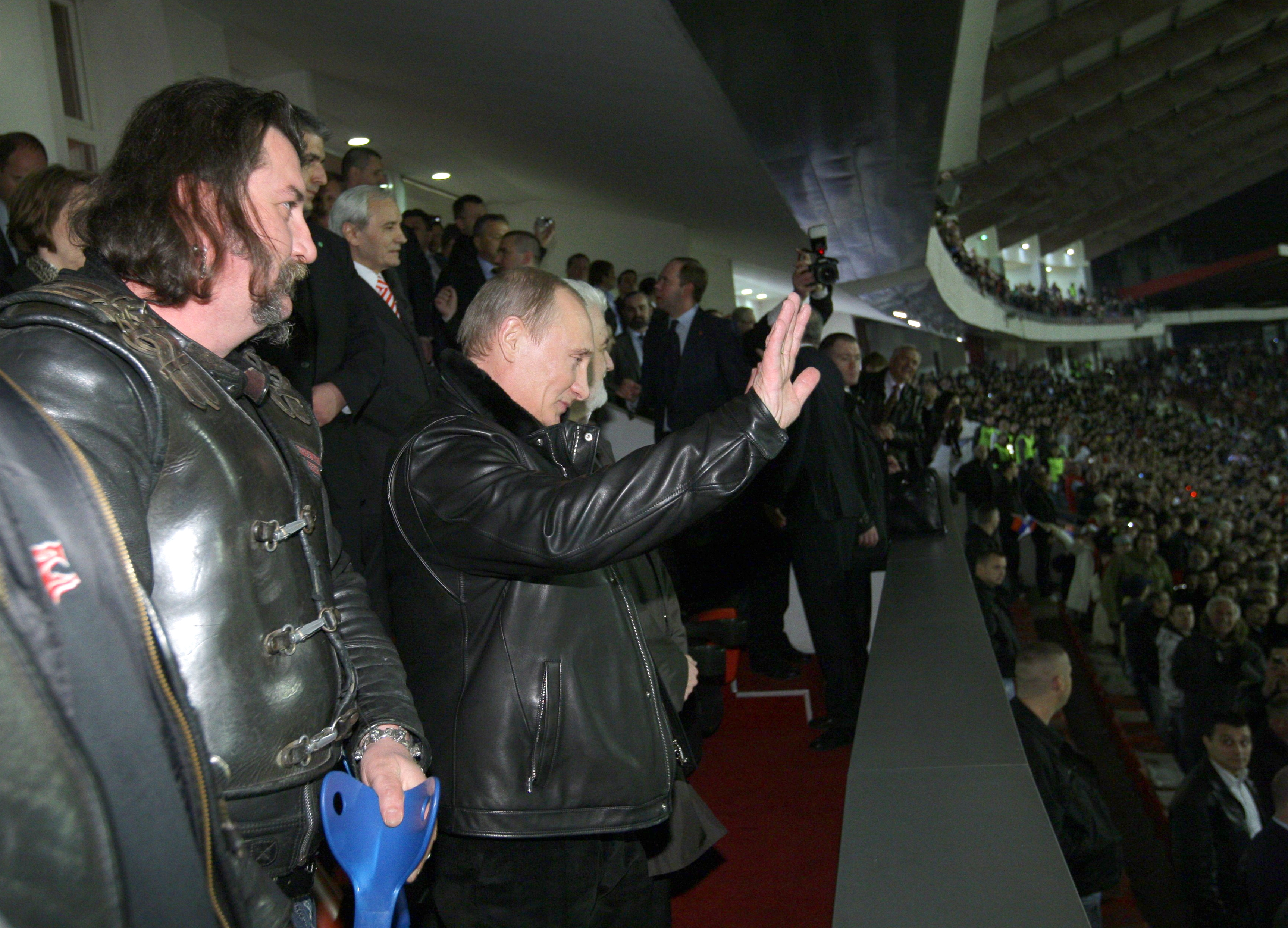
ولادمیر پوتین در ورزشگاه ستاره سرخ در بلگراد، مارس ۲۰۱۱
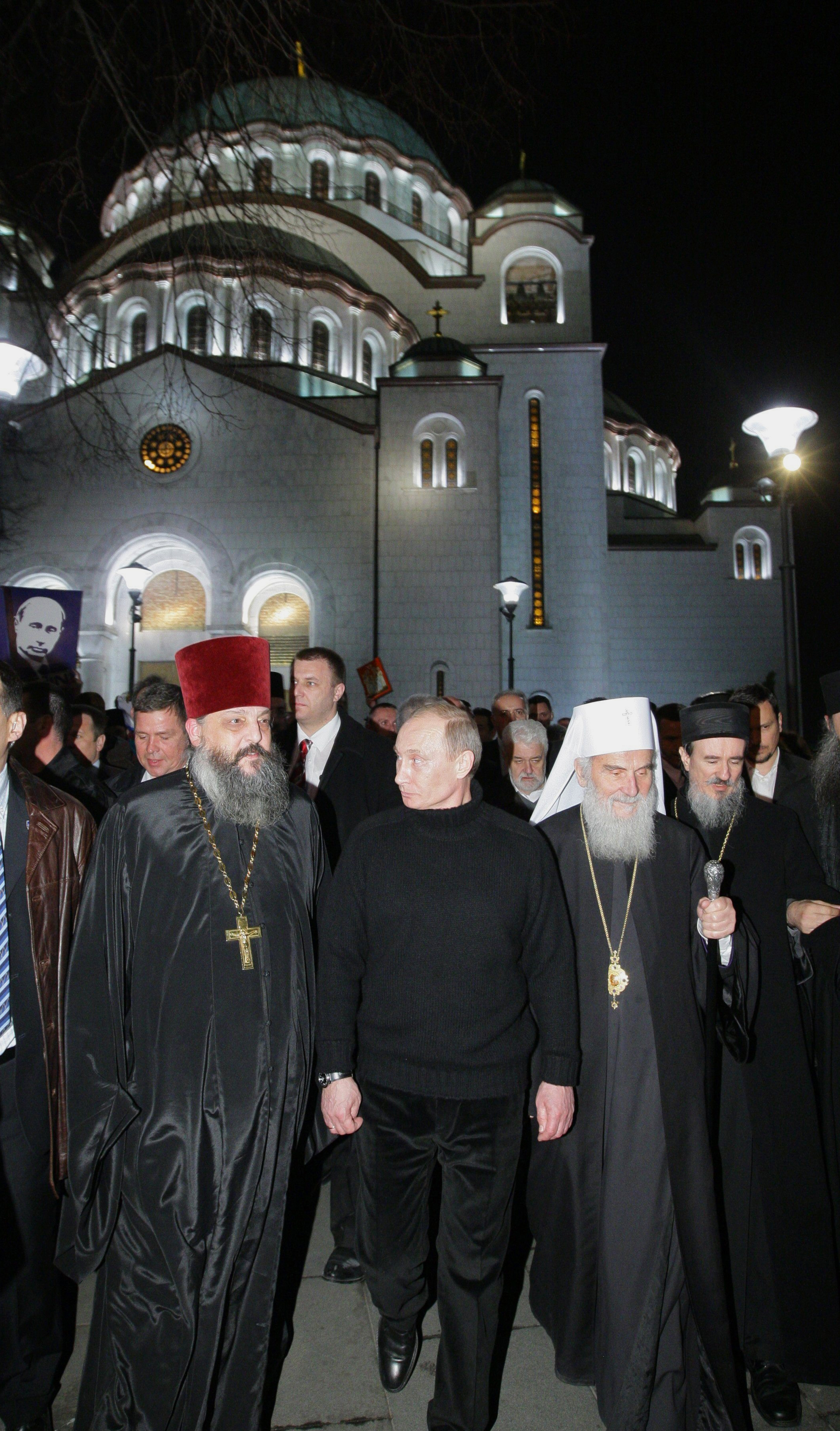
ولادیمیر پوتین در کلیسای جامع سنت ساوا

## روس‌دوستان
ژرار دوپاردیو

## احزاب سیاسی طرفدار روسیه
- جبهه ملی (فرانسه)
- حزب آزادی اتریش